# بوب شيبارد (لاعب كرة قاعدة)
بوب شيبارد (بالإنجليزية: Bob Sheppard)‏ هو ضابط أمريكي، ولد في 20 أكتوبر 1910 في Richmond Hill, Queens ‏ في الولايات المتحدة، وتوفي في 11 يوليو 2010 في بالدوين في الولايات المتحدة.

## وصلات خارجية
- بوب شيبرد على موقع IMDb (الإنجليزية)
- بوب شيبرد على موقع إن إن دي بي (الإنجليزية)
- بوب شيبرد على موقع قاعدة بيانات الفيلم (الإنجليزية)